# DBUs Landspokalturnering for kvinder finalen 2019-20
DBUs Landspokalturnering for kvinder finalen 2019-20 (også kendt som Sydbank Kvindepokalen finalen 2019-20) var den 29. finale i DBUs Landspokalturnering for kvinder. Den fandt sted den 4. juli 2020 i Sparekassen Thy Arena i Thisted. Finalen var mellem FC Nordsjælland og FC Thy-Thisted Q. Finaledommeren var Frida Mia Klarlund Nielsen, der dømte sin fjerde pokalfinale.
For første gang i 17 år, var pokalfinalen uden de to hold Fortuna Hjørring og Brøndby, der begge var blevet slået ud i henholdsvis semi- og kvartfinalen af FC Nordsjælland. Det var også første gang at både FC Nordsjælland og FC Thy-Thisted Q, havde nået finalen. 
Finalekampen blev vundet af FC Nordsjælland, der samtidig vandt klubbens første titel, med målscorer Camilla Kur Larsen der scorede i 45' minut og var også kampens eneste scoring.

## Konsekvenser af COVID-19
Egentlig skulle årets pokalfinale være spillet i midten af maj 2020, men måtte udskydes pga. Coronaviruspandemien i 2019-2020. Både semifinaler og finalekampen spillet i starten af jul, der man vurderede at det var bedst forsvarligt. Derfor havde man også skærpet antallet af tilskuere til finalekampen, hvor der kun måtte være op til 500 personer, deriblandt tilskuere, officials, frivillige osv. Der var derfor kun officielt 343 rigtige tilskuere på tilskuerrækkerne. Selvom den danske regering, havde besluttet at hæve tilskuertallet i mændenes pokalfinale mellem AaB og SønderjyskE, valgte man ikke at ændre forholdene og reglerne ved kvindernes.
Medaljeoverrækkelsen foregik, ved at de to anfører fra hvert hold hver overrakte medaljer til deres holdkammerater.

## Vejen til finalen
Note: I alle resultaterne herunder, er finalistens score nævnt først (H: hjemme; U: Udebane).
| FC Thy-Thisted Q | FC Thy-Thisted Q | Runde        | FC Nordsjælland  | FC Nordsjælland |
| ---------------- | ---------------- | ------------ | ---------------- | --------------- |
| Modstander       | Resultat         |              | Modstander       | Resultat        |
| Oversidder       | Oversidder       | Første runde | Oversidder       | Oversidder      |
| Romalt IF        | 4-1 (U)          | Anden runde  | Herlufsholm GF   | 3-2 (U)         |
| Støvring IF      | 10-0 (U)         | Tredje runde | Fredensborg BI   | 2-1 (U)         |
| Odense Q         | 5-2 (U)          | Kvartfinaler | Brøndby IF       | 2–1 (H)         |
| Kolding Q        | 0-1 (U)          | Semifinaler  | Fortuna Hjørring | 1–0 (U)         |

## Kampen

### Kampdetaljer
| 4. juli 2020 15:30 |

| FC Thy-Thisted Q | 0 - 1   | FC Nordsjælland    |
| ---------------- | ------- | ------------------ |
|                  | Rapport | - 45' Kur Larsen · |

| Sparekassen Thy Arena, Thisted Tilskuere: 342 Dommer: Frida Mia Klarlund Nielsen |

| FC Thy-Thisted Q | FC Nordsjælland |

| MÅ               | 1  | Maja Bay Østergaard       |
| MI               | 4  | Beate Marcussen           |
| MI               | 5  | Cecilie Struck            |
| AN               | 7  | Agnete Marcussen          |
| FO               | 8  | Line Saustrup Kristensen  |
| MI               | 9  | Lotte Bak Christensen     |
| MI               | 10 | Camilla Nielsen           |
| FO               | 11 | Matilde Kjeldgaard (c)    |
| AN               | 12 | Rikke Dybdahl             |
| AN               | 15 | Malene Sørensen           |
| MI               | 18 | Sarah Dyrehauge Hansen    |
| Indskiftere:     |    |                           |
| MI               | 3  | Michelle Sandfeld         |
| MI               | 13 | Nadia Søderberg           |
| AN               | 16 | Cecilie Hygum             |
| MI               | 17 | Sidse Østergaard          |
| MÅ               | 20 | Christine Kragh Thøgersen |
| MÅ               | 22 | Josefine Birgit Andersen  |
| MI               | 23 | Lotte Haaning             |
| Cheftræner:      |    |                           |
| Torben Overgaard |    |                           |

| FO             | 2  | Line Røddik Hansen         |
| FO             | 3  | Amalie Littau              |
| FO             | 9  | Catrine Gryholt (c)        |
| AN             | 10 | Camilla Kur Larsen         |
| MI             | 11 | Florentina Olar            |
| AN             | 14 | Amalie Vangsgaard          |
| MI             | 15 | Lærke Tingleff Søndergaard |
| MÅ             | 16 | Anna Louise Kaas           |
| MI             | 20 | Brianne Reed               |
| AN             | 23 | Kathrine Kühl              |
| FO             | 29 | Sofie Tranholm Nielsen     |
| Indskiftere:   |    |                            |
| FO             | 7  | Ásla Johannesen            |
| MI             | 17 | Simone Andersen            |
| MF             | 24 | Anna Karlsson              |
| MÅ             | 27 | Maria Düsterdich Hansen    |
| MI             | 28 | Cecilie Larsen             |
| FO             | 33 | Laura Petersen             |
| Cheftræner:    |    |                            |
| Brian Sørensen |    |                            |

| Linjedommere: Line-Maria Rasmussen Sidsel Fabricius Rasmussen Fjerdedommer: Frederikke Lydia Søkjær Dommerudvikler: Gitte Holm |